# Pseudohydromys sandrae
Pseudohydromys sandrae és una espècie de mamífer rosegador de la família dels múrids. És endèmic de Nova Guinea.

## Descripció
És un rosegador de petites dimensions, amb una llargada de cap i cos de 102 mm, una llargada de la cua de 95 mm, una llargada del peu de 21 mm, una llargada de les orelles d'10,5 mm i un pes de fins a 20 g.
El pelatge és curt. Les parts superiors són de color gris marronós clar, mentre que les parts ventrals són blanques. La línia de demarcació que recorre els flancs és nítida. Les orelles són grises. El revers de les potes és blanc. La cua és més curta que el cap i el cos i uniformement clara, amb tanques blanquinoses i revestida de 17 anells d'escates per centímetre.

## Biologia

### Comportament
És una espècie terrestre.

## Distribució i hàbitat
Aquesta espècie és coneguda a partir d'un únic exemplar mascle capturat a la província dels Altiplans del Sud (Papua Nova Guinea).
Viu als boscos molsosos de montà a entre 800 i 850 metres d'altitud.

## Estat de conservació
Com que fou descoberta fa poc, l'estat de conservació d'aquesta espècie encara no ha estat avaluat formalment.